# 新竹大車站平台計畫
新竹大車站平台計畫屬於蔡英文政府推出的前瞻計畫中的子計畫。理念是讓新竹的公共建設跟上人口和產業的趨勢。計畫效仿日本的大阪車站、品川車站及德國柏林的中央車站，規劃一座多功能跨鐵道平台，連接新竹車站與新竹公車轉運站，使鐵路與公路的轉乘更加便利，前後站也能無縫結合，串連周邊的生活區域。
對此計畫，新竹當地的客運業者、計程車駕駛業職業工會等表示樂觀其成。

## 來源
1. 1 2  洪美秀. . 自由時報電子報. 2017-08-24. （原始内容存档于2019-05-29） （中文（臺灣））.
2. ↑  . 中華民國總統府. 2017-10-24. （原始内容存档于2020-03-14） （中文（臺灣））.
3. ↑  蔡彰盛. . 自由時報電子報. 2016-09-25. （原始内容存档于2019-05-22） （中文（臺灣））.